# Едикт на Каракала
Constitutio Antoniniana (от лат.: "Указ/Едикт на Антонин"), наричан също и Едикт на Каракала, е императорска конституция, издадена през 212 г., според който всички свободни жители на провинциите на Римската империя без децата на дедитициите придобиват статут на граждани.
Заедно с формалното добиване на права мнозинството от населението добива и задължения, сред които и увеличен брой данъци и такси. Ето защо едиктът не е посрещнат с въодушевление и се споменава мимоходом от древните автори.
Днешните историци обаче считат Едикта на Каракала за един от най-важните документи, ознаменуващ края на процеса на изравняване на старите римски граждани и обикновеното население на провинциите, превръщащ жителите на цялата империя в равноправни помежду си поданици на императора.
Привилегията на римското гражданство отдавна била загубила съдържание и всички признати за граждани си оставали политически безгласни, без да получат почти никаква полза от новия си статус. Сред преките последици от едикта са увеличаването на данъчното тегло върху населението предопределящ началото на упадъка на градските центрове в държавата.